# The Protection of the Cross
The Protection of the Cross est un film muet américain réalisé par Thomas H. Ince et sorti en 1912.

## Fiche technique
- Réalisation : Thomas H. Ince
- Durée : 10 minutes
- Date de sortie :  États-Unis : 6 février 1912

## Distribution
- Francis Ford